# Генерчай
Генерчай (азерб. Kənarçay; устар. Укорчай, Укурчай) — река в Гусарском районе Азербайджана. Длина реки составляет 29 км. Площадь водосборного бассейна — 125 км².
Начинается на северном склоне горы Качалбаш. Течёт в северо-восточном направлении по горной местности. Устье реки находится в 53 км по правому берегу реки Самур на высоте 494 м над уровнем моря. Основной приток — Муджук — впадает справа.
На реке — сёла Судур, Кенарчай, Гиджан, Дюзтаир, Бёюк-Муруг, Аджахур, Укур и Хазра.